# Disonycha glabrata
Disonycha glabrata es una especie de escarabajo del género Disonycha, familia Chrysomelidae. Fue descrita científicamente por Fabricius en 1775.
Habita en México, América del Sur, Central y del Norte (desde Nueva York, Illinois y Florida hasta Arizona y Nevada). Mide 5,4-6,5 mm de longitud y 2,8-3,4 mm de ancho, permanece activo desde mayo hasta septiembre y se alimenta de Amaranthus.
El primer estadio (etapas de vida) para las larvas de esta especie es de 3,6 días. El segundo estadio dura 2,6 días seguidos por 2,9 días del tercer estadio, tiempo durante el cual la especie también pasa 13,5 días en el suelo.

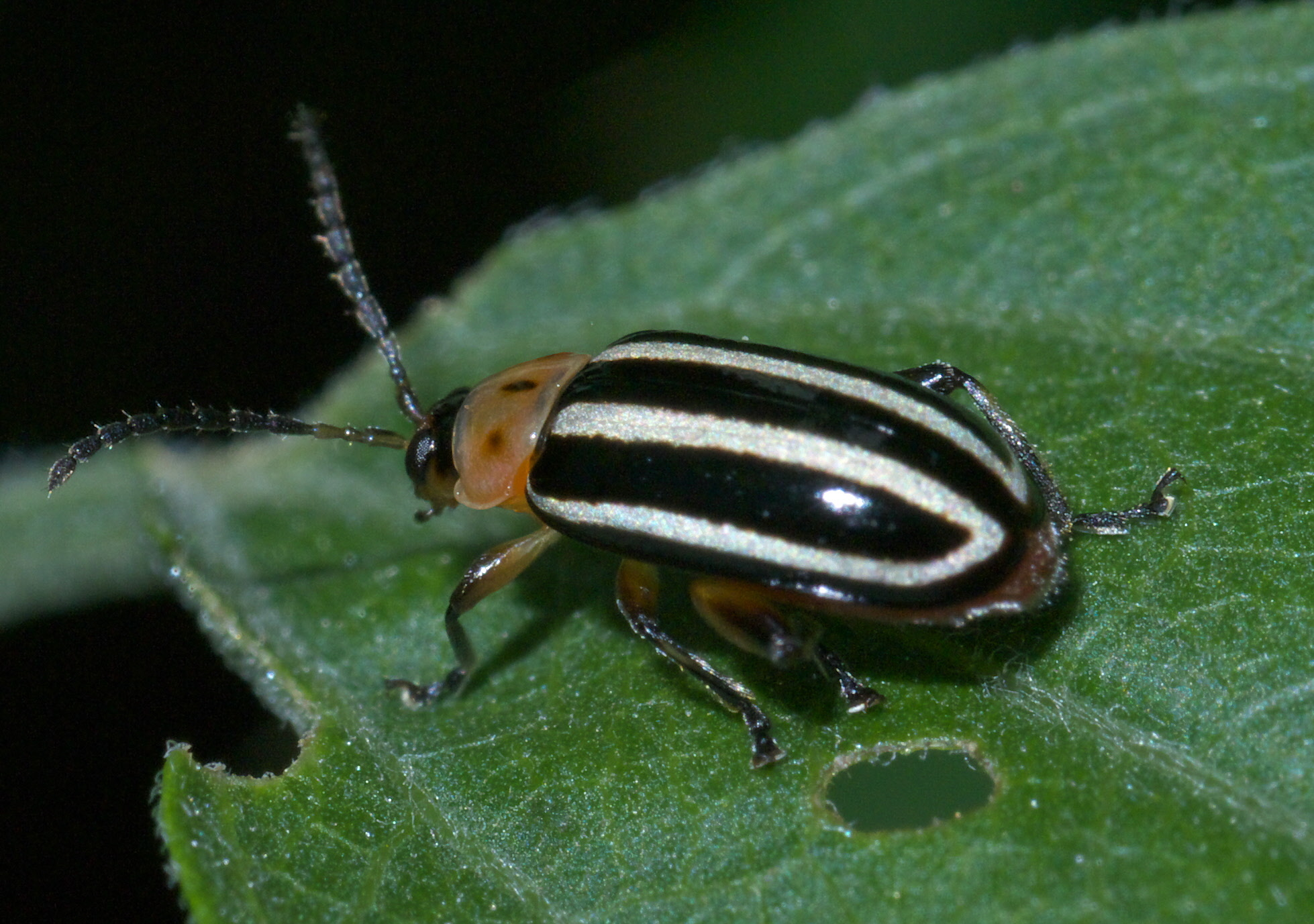
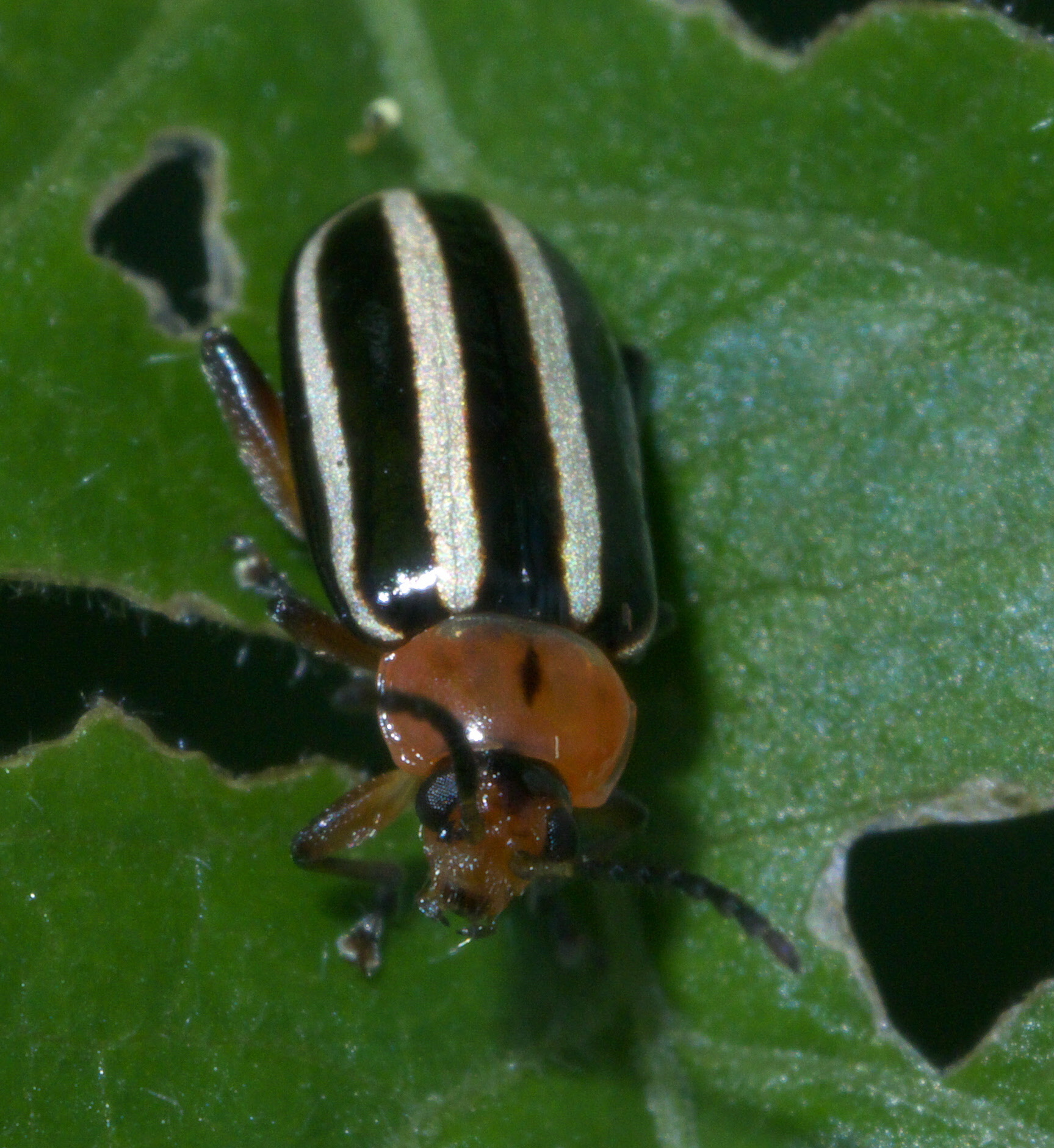
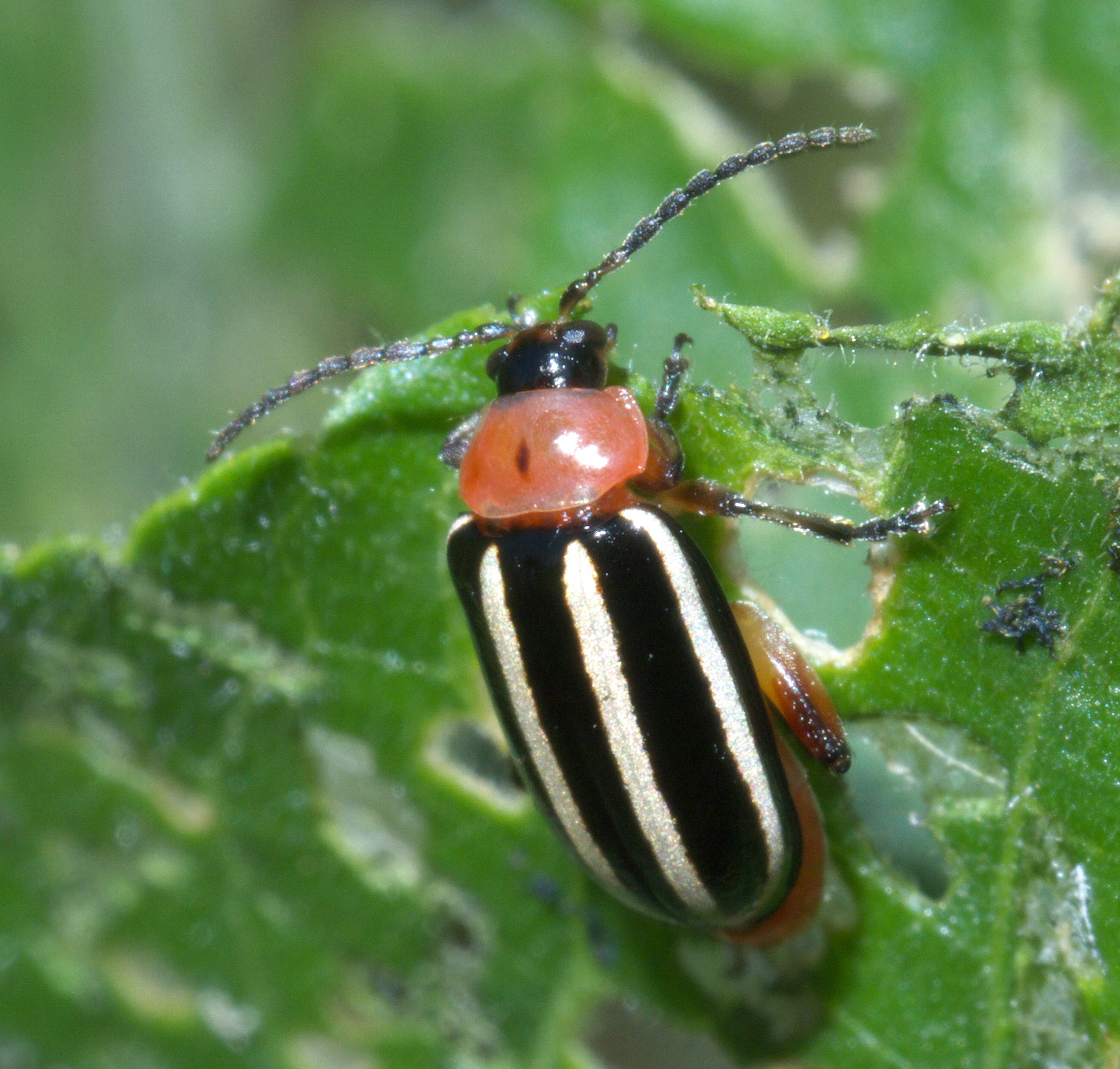
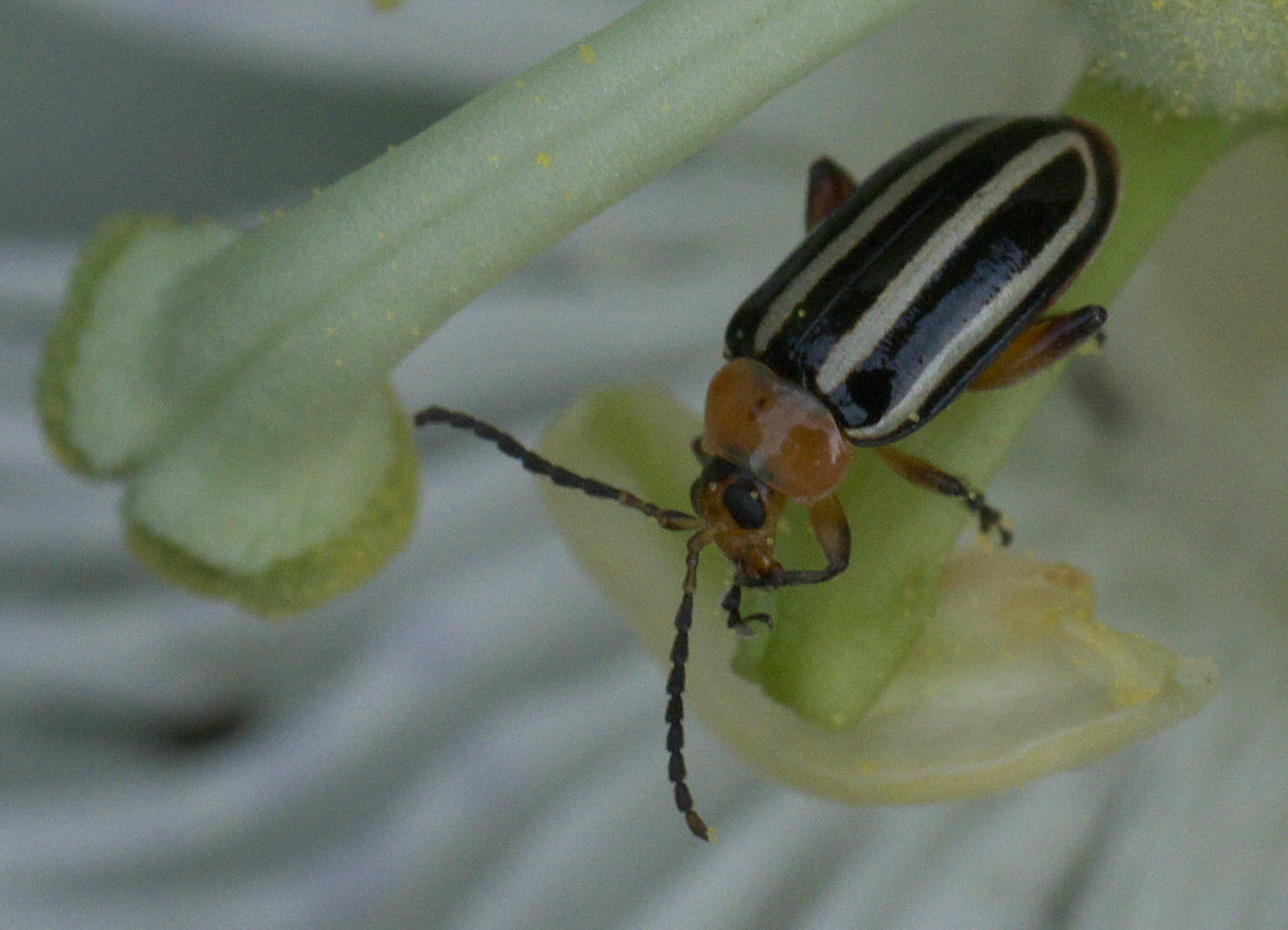